# 8. Deutscher Bundestag
Der 8. Deutsche Bundestag bestand zwischen dem 14. Dezember 1976 und dem 4. November 1980. Insgesamt tagte der 8. Deutsche Bundestag in 230 Sitzungen, wobei die letzte Sitzung am 4. Juli 1980 stattfand. Der 8. Bundestag konstituierte sich durch die Bundestagswahl 1976, die am 3. Oktober 1976 stattfand. Er war aufgrund einer im selben Jahr beschlossenen Grundgesetz-Änderung der letzte Bundestag, der über 30 Tage vor dem Ende der Wahlperiode gewählt wurde.
Alterspräsident war Ludwig Erhard von der CDU (Bundeskanzler a. D.).
Am 15. Dezember 1976 wählte der 8. Bundestag Helmut Schmidt (SPD) mit 250 (+11) Ja-Stimmen, 243 (+11) Nein-Stimmen, 1 Enthaltung und einer ungültigen Stimme im ersten Wahlgang zum Bundeskanzler.

## Mitglieder des Bundestages
Der 8. Bundestag hatte zu Beginn und am Ende der Legislaturperiode insgesamt 496 Abgeordnete (+22 Berliner Bundestagsabgeordnete). Den höchsten Sitzanteil hatte die CDU/CSU mit 243 (+11) Sitzen (Ende: 253), worauf die SPD mit 214 (+10) Sitzen folgte. Zudem waren im 8. Bundestag noch die FDP (39+1 Sitze) vertreten. Durch Austritte von Abgeordneten gab es zeitweise insgesamt 1 fraktionslose Abgeordnete.

## Präsidium des Bundestages
Karl Carstens wurde in der ersten Sitzung mit 346 Ja-Stimmen, 110 Nein-Stimmen und 24 Enthaltungen zum Bundestagspräsidenten gewählt. 36 Stimmen waren ungültig. Nachdem er zum Bundespräsidenten gewählt worden war, legte er am 31. Mai 1979 das Amt nieder. Noch am selben Tag wurde Richard Stücklen als sein Nachfolger gewählt.

## Arbeit

### Gesetze
Insgesamt kam es zur Einbringung von 485 Gesetzesinitiativen in den Bundestag, wovon sich 322 auf Regierungsvorlagen, 52 auf Initiativen des Bundesrates und 111 auf Initiativen des Bundestages verteilen. Insgesamt wurden 354 Gesetze während der 8. Legislaturperiode vom Bundestag verabschiedet und 339 Gesetze verkündet.

### Ausschüsse
Der 8. Bundestag hatte 19 ständige Ausschüsse.

## Parlamentarische Kontrolle

### Anfragen, Aktuelle Stunden und Befragungen
Insgesamt kam es während der Legislaturperiode des 8. Bundestages zu 47 großen Anfragen und 434 kleinen Anfragen. Zudem gab es 9 aktuelle Stunden und 135 Fragestunden.

### Untersuchungsausschüsse
Während der Legislaturperiode des 8. Bundestages kam es zu einem Untersuchungsausschuss.

#### 1. Untersuchungsausschuss
Am 26. Januar 1978 wurde der 1. Untersuchungsausschuss eingesetzt, der auch als „Abhöraffäre Strauß/Scharnagl-Untersuchungsausschuss“ bezeichnet wird. Zwischen dem 27. Januar 1978 und dem 24. Januar 1980 fanden 52 Sitzungen statt.

## Sondersitzungen
Während der 8. Wahlperiode kam es zu einer Sondersitzung, dabei handelte es sich um die 102. Sitzung am 1. September 1978.